# Justícia climàtica
La justícia climàtica és el que persegueix l'actuació judicial per a determinar la responsabilitat jurídica i establir obligacions i sancions respecte el canvi climàtic. És un tipus de justícia ambiental. Hi ha casos de denúncies i querelles climàtics. És important destacar que els perjudicats pel canvi climàtic solen ser els menys responsables del desenvolupament d'aquest.
El concepte de justícia en el cas de la justícia climàtica és aproximat des de l'equitat.
Les normes poden ser vinculants (fonamentant-se en el dret internacional) o no (sent directrius i/o recomanacions).

## Història del concepte i el terme
La idea sorgí per la dècada del 2000.
El 2000, alhora que la Sisena Conferència dels Partits (COP 6), la primera Reunió de la Justícia Climàtica es va fer a La Haia. Aquesta reunió tenia la intenció "d'afirmar que el canvi climàtic és un assumpte de drets" i "de construir aliances entre estats i més enllà de les fronteres" contra el canvi climàtic i a favor del desenvolupament sostenible.
El 2001 a partir de la conferència en Durban es van crear xarxes de justícia ambiental i drets humans.
El 2002 una coalició de organitzacions no governamentals defineixen principis de la justícia climàtica: "deute ecològic" dels països industrialitzats i de les empreses multinacionals, la "responsabilitat jurídica de les indústries petrolieres i mineres, "indemnització" de las "víctimes", "dret" de les generacions futures a un "clima estable" i altres. De la Xarxa Internacional de Justícia Climàtica van eixir els Principis de Bali sobre Justícia Climàtica, els quals parlen d'evitar la desaparició de les cultures i de la biodiversitat. Per a la justícia climàtica s'exigeix el reconeixement de les distintes cultures.
El 2007, la xarxa Justícia Climàtica Ara! va ser formada durant la celebració de la Conferència de les Nacions Unides sobre el Canvi Climàtic de Bali.
Durant la Conferència de l'ONU sobre el Canvi Climàtic 2008 va aparèixer la xarxa Environmental Justice and Climate Change.
Al preàmbul de l'Acord de París del 2015 es parla de la justícia climàtica.

## Marc legal

### Marc legal internacional
Malgrat que els tractats mediambientals no tenen mecanismes de càstig cap als infractors, existeixen vies legals per a aplicar el dret internacional del medi ambient. El marc legal internacional es fonamenta en el Principi 21 de la Declaració d'Estocolm de 1972 i el Principi 2 de la Declaració de Río de 1992, aquests principis expliquen que cada estat pot explotar els seus recursos baix l'obligació de no afectar el medi ambient dels altres estats. El Principi 22 de la Declaració d'Estocolm convida a cooperar entre els estats per a determinar responsabilitats i indemnitzar a les víctimes dels danys ecològics.
La Comissió de Dret Internacional diferència, des de 1992, entre responsabilitat (relacionada en l'acte d'indemnitzar) i la prevenció (relacionada amb el concepte de risc).
A partir de la Convenció sobre la Protecció del Patrimoni Mundial Cultural i Natural de 1972 es creà la Llista de Patrimoni en Perill. Aquesta llista inclou elements en perill pels efectes del canvi climàtic.

### Marcs legals nacionals
El 2017 hi havia al món aproximadament unes vint vegades més lleis sobre el canvi climàtic que el 1997, en total unes 1.400 lleis.

## Casos de denúncies
Davant la lentitud a l'hora de complir els compromisos en la lluita contra el canvi climàtic, s'ha pres la via legal per a tractar d'accelerar-ho. Així i tot, la majoria dels casos no s'han resolt i dels que s'han resolt, la majoria no són favorables als que han interposat les denúncies.
Un informe del 2017 determinà que, fins a eixe moment, en la seua base de dades de litigacions relatives al canvi climàtic hi ha hagut 250 litigacions en 25 jurisdiccions, i dins dels Estats Units s'hi registraren en diverses bases de dades uns 600 casos de litigis. L'informe crida l'atenció que el canvi climàtic no és l'element central del litigi en tots els casos.

### Països Baixos
El 2012 l'advocat neerlandès Roger Cox donà la idea d'una intervenció judicial per a forçar una acció contra el canvi climàtic. El 2013 la Fundació Urgenda, amb 900 demandants, presentà una demanda contra el govern dels Països Baixos acusant-los de negligència.
El 2015, el Jutjat de Districte de la Haia va resoldre que el govern dels Països Baixos deu fer més per a reduir emissions de gasos amb efecte d'hivernacle per a protegir els seus ciutadans del canvi climàtic (cas sobre el clima Urgenda). La sentència fou descrita com un "judici que senta un precedent" i com a la "primera demanda del món demanant una recompensa per danys baix una responsabilitat cap al clima".
Segons James Thornton, cap executiu de Client Earth: "El més destacable, és que es basa en essència en la ciència establerta i l'antic principi del deure del govern de preocupar-se. El raonament és aplicable en qualsevol sistema legal i certament serà utilitzat per jutjats en altres països".
La conseqüència d'aquest resultat va ser que altres grups en altres països van intentar també la via judicial: anaren a Bèlgica, Índia, Nova Zelanda, Noruega, Sud-àfrica i Estats Units.

### Estats Units d'Amèrica
Contra els Estats Units d'Amèrica la Conferència Circumpolar Inuit presentà el 2005 una petició a la Comissió Interamericana de Drets Humans acusant-lo de responsable de generar una amenaça a l'estil de vida tradicional del poble inuit pel canvi climàtic generat per les seues emissions de gasos amb efecte hivernacle. La petició fou rebutjada el novembre de 2006 per no aportar prou proves. Dos mesos després decideix reobrir el cas, celebrant-se el març de 2007 donant audiència als inuit, en compte de donar un procés judicial complet. A partir de l'audiència, es va concloure que: las emissions de carboni dels Estats Units deuen ser considerades una violació dels drets humans i recomanà (tenint en compte que la Comissió Interamericana de Drets Humans no té capacitat d'obligar) que s'adoptaren mesures.

### Unió Europea
El 2018 va ocórrer el primer cas de denúncia de la Unió Europea en sí. Així, el maig de 2018 deu famílies provinents de països europeus i no europeus (com Kenya i Fiji) van denunciar la Unió Europea perquè les emissions de gasos amb efecte hivernacle impliquen amenaces a les seues llars.

### Amèrica llatina
En Amèrica Llatina el primer cas ocorregué a Colòmbia, el 2018, amb la presentació d'una acció de tutela per a exigir a l'estat que els protegira del canvi climàtic.

### Contra empreses
Als Estats Units, Friends of the Earth i Greenpeace junt a les ciutats de Boulder, Arcata i Oakland guanyaren contra Eximbank i la Overseas Private Investment Corporation (una empresa pública propietat del govern federal dels Estats Units), les quals foren acusades de finançar projectes que funcionen amb combustibles fòssils en detriment a un clima estable, en violació de la National Environmental Policy Act (Llei nacional del medi ambient) (cas arxivat el 2002 i resolt el 2009).
El 2011 Kivalina, un poblet de 400 habitants els quals són inuit, va demandar a més de vint companyies petrolieres. La demana estava en mans d'un jutjat de San Francisco.
El 2015 un pagès peruà va demandar a una important transnacional alemanya pels danys causats pel desglaç de dues glaceres, inundant el seu poble, a causa de les emissions de diòxid de carboni, i el conseqüent efecte hivernacle, produïdes per la transnacional. Es coneix com el cas Saúl Luciano contra RWE.
El 2016, un organisme governamental de les Filipines, la Comissió dels Drets Humans, llençà una investigació oficial sobre el canvi climàtic contra 47 productors de carboni del món.
El 2017 unes comunitats costaneres, de San Francisco, Oakland i altres zones de Califòrnia, demandaren diverses empreses que treballaven en combustibles fòssils acusant-les de ser responsables de l'augment dels nivells del mar. El 2018, l'ajuntament de Nova York anuncià que portaria a cinc empreses que treballen amb combustibles fòssils (BP, ExxonMobil, Chevron, ConocoPhillips and Shell) a un jutjat federal per les seues contribucions al canvi climàtic (des dels quals la ciutat està suposadament patint).